# Сан Мауро (Тренто)
Сан Мауро је насеље у Италији у округу Тренто, региону Трентино-Јужни Тирол.
Према процени из 2011. у насељу је живело 93 становника. Насеље се налази на надморској висини од 787 м.